# Bazoches-sur-Vesles
Bazoches-sur-Vesles je francouzská obec v departementu Aisne v regionu Hauts-de-France. V roce 2011 zde žilo 464 obyvatel.

## Sousední obce
Fismes (Marne), Chéry-Chartreuve, Mont-Notre-Dame, Paars, Perles, Saint-Thibaut, Vauxcéré, Ville-Savoye

## Vývoj počtu obyvatel
Počet obyvatel 